# Nascar Busch Series 2005
NASCAR Busch Series 2005 var ett race som vanns av Martin Truex Jr., vilket var hans andra titel i rad.

## Delsegrare
| Bana              | Vinnare          |
| ----------------- | ---------------- |
| Daytona           | Tony Stewart     |
| Fontana           | Mark Martin      |
| Mexico City       | Martin Truex Jr. |
| Las Vegas         | Mark Martin      |
| Atlanta           | Carl Edwards     |
| Nashville         | Reed Sorenson    |
| Bristol           | Kevin Harvick    |
| Texas             | Kasey Kahne      |
| Phoenix           | Greg Biffle      |
| Talladega         | Martin Truex Jr. |
| Darlington        | Matt Kenseth     |
| Richmond          | Carl Edwards     |
| Charlotte         | Kyle Busch       |
| Dover             | Martin Truex Jr. |
| Nashville         | Clint Bowyer     |
| Kentucky Speedway | Carl Edwards     |
| Milwaukee         | Johnny Sauter    |
| Daytona           | Martin Truex Jr. |
| Chicagoland       | Kevin Harvick    |
| New Hampshire     | Martin Truex Jr. |
| Pikes Peak        | David Green      |
| Gateway           | Reed Sorenson    |
| O'Reilly          | Martin Truex Jr. |
| Watkins Glen      | Ryan Newman      |
| Michigan          | Ryan Newman      |
| Bristol           | Ryan Newman      |
| Fontana           | Carl Edwards     |
| Richmond          | Kevin Harvick    |
| Dover             | Ryan Newman      |
| Kansas Speedway   | Kasey Kahne      |
| Charlotte         | Ryan Newman      |
| Memphis           | Clint Bowyer     |
| Texas             | Kevin Harvick    |
| Phoenix           | Carl Edwards     |
| Homestead         | Ryan Newman      |

## Slutställning
| Plats | Förare           | Poäng |
| ----- | ---------------- | ----- |
| 1     | Martin Truex Jr. | 4937  |
| 2     | Clint Bowyer     | 4869  |
| 3     | Carl Edwards     | 4601  |
| 4     | Reed Sorenson    | 4453  |
| 5     | Denny Hamlin     | 4143  |
| 6     | Paul Menard      | 4102  |
| 7     | Kenny Wallace    | 4063  |
| 8     | David Green      | 3908  |
| 9     | Jason Keller     | 3860  |
| 10    | Greg Biffle      | 3865  |